# Медико-биологический институт
Медико-биологический институт — научно-исследовательское учреждение, созданное в 1924 году и возглавленное терапевтом-клиницистом В.Ф. Зелениным, а затем развитое основоположником советской медицинской генетики С.Г. Левитом в 1930 году. В 1935 году учреждение переименовано в Медико-генетический институт им. М. Горького, а в 1937 году закрыто.

## История

В.Ф. Зеленин — основатель института

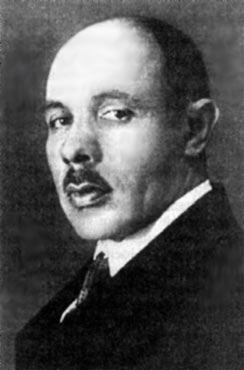
С.Г. Левит — второй директор института

История научно-исследовательского учреждения тесно связана с биографией его основателей. В 1918—1919 годах известный терапевт-клиницист В.Ф. Зеленин проявил себя как организатор науки, создав Государственную высшую медицинскую школу (с 1921 — Московский медицинский институт), которую возглавил. В 1924 году он основал и стал первым директором Клинического института функциональной диагностики и экспериментальной терапии, который позже был переименован в Медико-биологический институт. Заместителем директора института стал Л. И. Фогельсон. В 1933 году институт получил новое название — он стал называться Медико-генетическим институтом. Л. И. Фогельсон стал заведующим отделом терапии. В 1934 году В. Ф. Зеленину была присвоена степень доктора медицинских наук, тогда же он был снят с поста директора. Большую роль в дальнейшем развитии института сыграл основоположником советской медицинской генетики С.Г. Левит, который уже в конце 1928 Левит основал Кабинет наследственности и конституции человека при Медико-биологическом институте. В 1930 году кабинет был расширен до Генетического отделения, а когда Владимир Зеленин был снят с поста директора, его место занял Соломон Левит. В 1930 г. Кабинет был расширен до Генетического отделения при Медико-биологическом институте, и том II "Трудов" открывался статьей Левита «Человек как генетический объект и изучение близнецов как метод антропогенетики». Левит стал директором института и переориентировал его на генетику человека. Тогда же МБИ разместился в новом роскошном комплексе зданий на Калужской улице, напротив усадьбы, где и теперь находится Президиум РАН. В 1935 году МБИ был переименован в Медико-генетический институт им. Горького. По мысли Горького: «Человек должен как выяснить тайны природы, так и создавать свои новые законы природы... Наука должна стать главным инструментом борьбы за бессмертие». К концу 1933 года в институте располагались таки отделения как генетика, цитология, экспериментальная патология, внутренние болезни; кабинеты: психиатрия, одонтология, психология, конституция и биометрия; рядом обслуживающих научную работу кабинетов: рентгеновским, физиотерапевтическим, патологоанатомическим и др. Планировалась организация всех разделов клинической медицины (глазные, ушные болезни и др.); расширение психологического кабинета (где работал знаменитый фрейдомарксист А.Р. Лурия, сторонник идеи о человеке как чисто социальном существе); превращение кабинета конституции в антропологическое отделение. Таким образом, С.Г.Левит, поначалу сузив направление Медико-биологического института, теперь возвращал институту те отделы, которые были при В.Ф. Зеленине (клинический, физиологический, биохимический, патофизиологический, эндокринологический), но ставил их на новый мощный теоретический фундамент. В этот период в МГИ поднимались вопросы генетического анализа психических особенностей человека, биохимической генетике, обследовали однояйцевых и разнояйцевых близнецов. В июне 1936 года, со смертью А. М. Горького, институт лишился своего основного защитника во властных структурах. Началась травля Медико-генетического института и его директора — С. Г. Левита. В декабре 1936 года Левит был исключен из партии «за связь с врагом народа, за протаскивание враждебных теорий в трудах института и за меньшевиствующий идеализм», в июле 1937 года был снят с поста директора института. Вскоре институт был закрыт, часть сотрудников перешла во Всесоюзный институт экспериментальной медицины. 11 января 1938 года Левит был арестован, 17 мая приговорен к смертной казни и 29 мая 1938 года расстрелян. Посмертно реабилитирован был 5 сентября 1956 года..